# 李光裕 (岳池知縣)
李光裕（？年—？年），貴州人，萬曆時任四川順慶府岳池縣知縣，陞延安府同知。是一位政治人物，明代時曾在四川順慶府岳池縣（位於今四川東北部，武周萬歲通天二年分南充、相如二縣置，是一個千年古縣）擔任官吏。